# Deutsche Cadre-47/1-Meisterschaft 1981/82

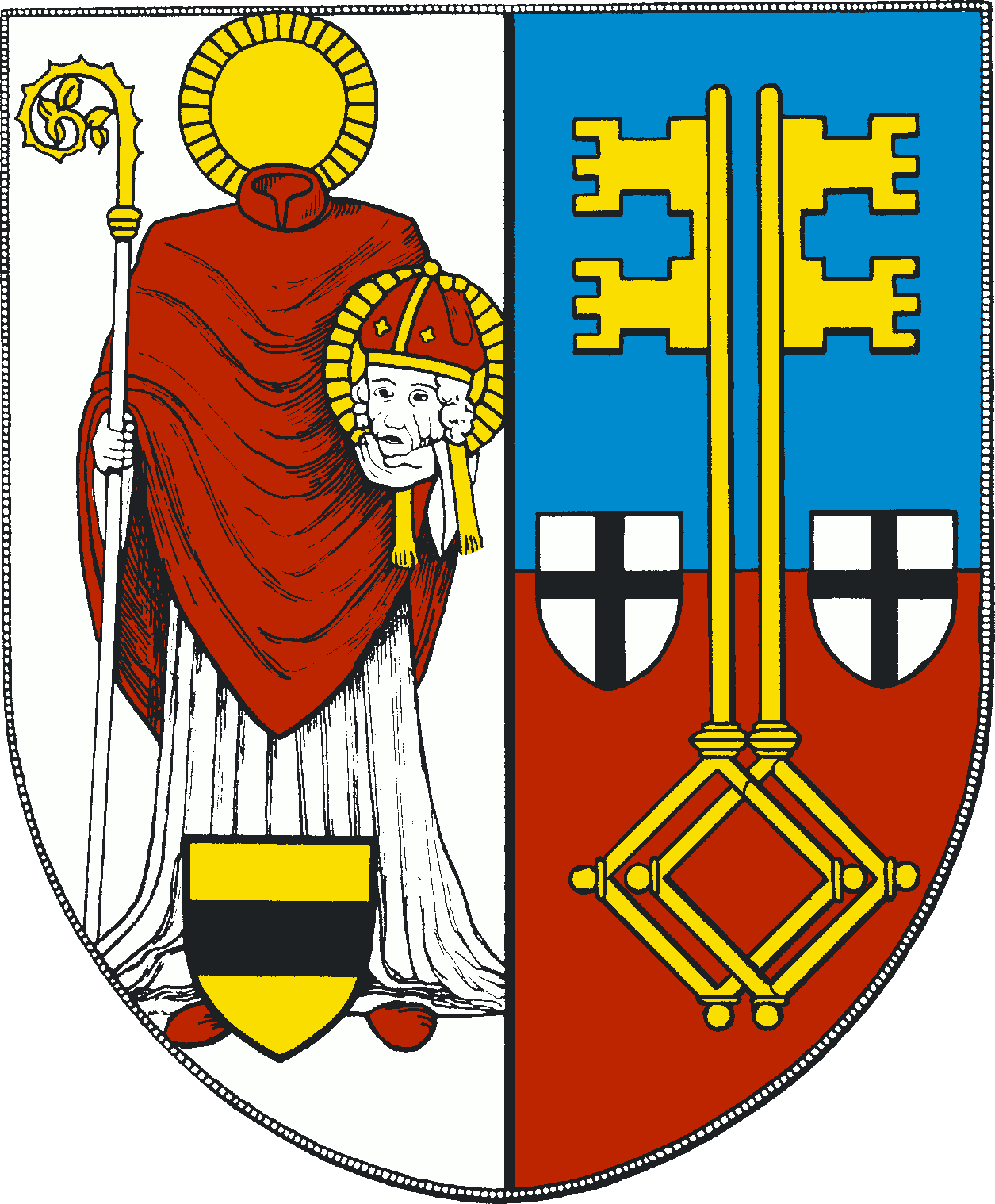
Veranstaltungsort: Krefeld

Die Deutsche Cadre-47/1-Meisterschaft 1981/82 ist eine Billard-Turnierserie und fand am 22. Mai 1982 in Krefeld zum 16. Mal statt.

## Geschichte
Wieder einmal wurde ein neues Turniersystem gespielt. Und das auch noch in den sehr kurzen Distanzen im Satzsystem mit K.-o.-System. Neu war auch, dass die erste Spielrunde ausgelost wurde. So trafen gleich die beiden großen Favoriten Thomas Wildförster und Klaus Hose direkt aufeinander. Hier siegte Hose mit dem sehr guten Durchschnitt von 28,57. Im Finale traf er dann auf Günter Siebert, der den überforderten Kurt Wagner im Halbfinale geschlagen hatte. Hier holte Siebert einen großen Vorsprung von Hose im dritten Satz noch auf und es kam zur Verlängerung bis 10 Punkte. Hier siegte Siebert mit 1:0. Platz drei ging an den Titelverteidiger Thomas Wildförster.

## Modus
Gespielt wurde im K.-o.-System auf zwei Gewinnsätze bis 100 Punkte. In der Qualifikation wurde bis 200 Punkte oder 20 Aufnahmen gespielt.
Die Endplatzierung ergab sich aus folgenden Kriterien:
1. Matchpunkte
2. Satzpunkte
3. Generaldurchschnitt (GD)
4. Bester Einzeldurchschnitt (BED)
5. Höchstserie (HS)

## Teilnehmer nach der Qualifikation
1. Thomas Wildförster (BSV Velbert) (Titelverteidiger)
2. Günter Siebert (BSV Duisburg-Hochfeld 74)
3. Klaus Hose (DBC Bochum 1926)
4. Kurt Wagner (BSV München)

## Turnierverlauf
| #                         | Name                                       | MP  | GD   | BED   | HS |
| ------------------------- | ------------------------------------------ | --- | ---- | ----- | -- |
| 1                         | Kurt Wagner (BSV München)                  | 4:2 | 8,76 | 8,75  | 52 |
| 2                         | Fritz Günther (BC Viktoria 09 Neunkirchen) | 4:2 | 6,68 | 8,30  | 62 |
| 3                         | Klaus Müller (BC Viktoria 09 Neunkirchen)  | 3:3 | 8,96 | 12,50 | 45 |
| 4                         | Willi Steinberger (BC Kempten)             | 1:5 | 7,16 | 10,52 | 42 |
| Turnierdurchschnitt: 7,86 |                                            |     |      |       |    |

| MP    | Match Punkte (Sieger = 2; Unentschieden = 1; Verlierer = 0) |
| SV    | Satzverhältnis (nur bei Turnieren im Satzsystem)            |
| Pkte. | Erzielte Karambolagen                                       |
| Aufn. | benötigte Aufnahmen                                         |
| GD    | Generaldurchschnitt                                         |
| MGD   | Mannschafts-Generaldurchschnitt                             |
| BED   | Bester Einzeldurchschnitt eines Spielers                    |
| BEMD  | Bester Einzeldurchschnitt einer Mannschaft                  |
| BSD   | Bester Satzdurchschnitt eines Spielers                      |
| HS    | Höchstserie                                                 |
| WRP   | Weltranglistenpunkte                                        |

| #                          | Name                                      | MP  | GD    | BED   | HS |
| -------------------------- | ----------------------------------------- | --- | ----- | ----- | -- |
| 1                          | Günter Siebert (BSV Duisburg-Hochfeld 74) | 6:0 | 17,64 | 20,00 | 89 |
| 2                          | Dieter Wirtz (BSV Duisburg-Hochfeld 74)   | 0:6 | 13,05 | –     | 79 |
| Turnierdurchschnitt: 15,35 |                                           |     |       |       |    |

| MP    | Match Punkte (Sieger = 2; Unentschieden = 1; Verlierer = 0) |
| SV    | Satzverhältnis (nur bei Turnieren im Satzsystem)            |
| Pkte. | Erzielte Karambolagen                                       |
| Aufn. | benötigte Aufnahmen                                         |
| GD    | Generaldurchschnitt                                         |
| MGD   | Mannschafts-Generaldurchschnitt                             |
| BED   | Bester Einzeldurchschnitt eines Spielers                    |
| BEMD  | Bester Einzeldurchschnitt einer Mannschaft                  |
| BSD   | Bester Satzdurchschnitt eines Spielers                      |
| HS    | Höchstserie                                                 |
| WRP   | Weltranglistenpunkte                                        |

| #                         | Name                                         | MP  | GD    | BED   | HS |
| ------------------------- | -------------------------------------------- | --- | ----- | ----- | -- |
| 1                         | Klaus Hose (DBC Bochum 1926)                 | 5:1 | 15,25 | 33,33 | 80 |
| 2                         | Hans Wernikowski (Dortmunder BVg 26/35)      | 4:2 | 10,09 | 11,76 | 49 |
| 3                         | Heinz Voßmerbäumer (DBC Bochum 1926)         | 3:3 | 8,03  | 8,30  | 31 |
| 4                         | Werner Naruhn (BC Feldmark 34 Gelsenkirchen) | 0:6 | 6,12  | –     | 38 |
| Turnierdurchschnitt: 9,39 |                                              |     |       |       |    |

| MP    | Match Punkte (Sieger = 2; Unentschieden = 1; Verlierer = 0) |
| SV    | Satzverhältnis (nur bei Turnieren im Satzsystem)            |
| Pkte. | Erzielte Karambolagen                                       |
| Aufn. | benötigte Aufnahmen                                         |
| GD    | Generaldurchschnitt                                         |
| MGD   | Mannschafts-Generaldurchschnitt                             |
| BED   | Bester Einzeldurchschnitt eines Spielers                    |
| BEMD  | Bester Einzeldurchschnitt einer Mannschaft                  |
| BSD   | Bester Satzdurchschnitt eines Spielers                      |
| HS    | Höchstserie                                                 |
| WRP   | Weltranglistenpunkte                                        |

### Finalrunde
| Name               | MP  | SP  | 1. Satz | 2. Satz | 3. Satz    | Pkte. | Aufn. | GD    | BSD   | HS |
| ------------------ | --- | --- | ------- | ------- | ---------- | ----- | ----- | ----- | ----- | -- |
| Halbfinale         |     |     |         |         |            |       |       |       |       |    |
| Thomas Wildförster | 0:2 | 0:4 | 60(5)   | 1(2)    |            | 61    | 7     | 8,71  | –     | 26 |
| Klaus Hose         | 2:0 | 4:0 | 100(5)  | 100(2)  |            | 200   | 7     | 28,57 | 50,00 | 99 |
| Günter Siebert     | 2:0 | 4:0 | 100(14) | 100(6)  |            | 200   | 20    | 10,00 | 16,66 | 50 |
| Kurt Wagner        | 0:2 | 0:4 | 76(14)  | 50(6)   |            | 126   | 20    | 6,30  | –     | 39 |
| Spiel um Platz 3   |     |     |         |         |            |       |       |       |       |    |
| Thomas Wildförster | 2:0 | 4:0 | 100(7)  | 100(3)  |            | 200   | 10    | 20,00 | 33,33 | 90 |
| Kurt Wagner        | 0:2 | 0:4 | 28(7)   | 17(3)   |            | 45    | 10    | 4,50  | –     | 11 |
| Finale             |     |     |         |         |            |       |       |       |       |    |
| Klaus Hose         | 0:2 | 2:4 | 27(5)   | 100(3)  | 100(4) (0) | 227   | 12    | 18,91 | 33,33 | 66 |
| Günter Siebert     | 2:0 | 4:2 | 100(5)  | 23(3)   | 100(4) (1) | 223   | 12    | 18,58 | 25,00 | 73 |

### Abschlusstabelle
| MP    | Match Points (Sieger = 2; Unentschieden = 1; Verlierer = 0) |
| Pkte. | Erzielte Karambolagen                                       |
| Aufn. | Benötigte Versuche                                          |
| GD    | Generaldurchschnitt                                         |
| BED   | Bester Einzeldurchschnitt eines Spielers                    |
| HS    | Höchstserie                                                 |
|       | Bester GD des Turniers                                      |
|       | Bester ED des Turniers                                      |
|       | Beste HS des Turniers                                       |
|       | 1. Platz (Gold)                                             |
|       | 2. Platz (Silber)                                           |
|       | 3. Platz (Bronze)                                           |

| Endklassement              | Endklassement      | Endklassement | Endklassement | Endklassement | Endklassement | Endklassement | Endklassement | Endklassement | Endklassement |
| Platz                      | Name               | MP            | SP            | Pkt.          | Aufn.         | GD            | BED           | BSD           | HS            |
| -------------------------- | ------------------ | ------------- | ------------- | ------------- | ------------- | ------------- | ------------- | ------------- | ------------- |
| 1                          | Günter Siebert     | 4:0           | 7:3           | 423           | 32            | 13,21         | 18,58         | 25,00         | 73            |
| 2                          | Klaus Hose         | 2:2           | 7:3           | 427           | 19            | 22,47         | 28,57         | 50,00         | 99            |
| 3                          | Thomas Wildförster | 2:2           | 4:4           | 261           | 17            | 15,35         | 20,00         | 33,33         | 90            |
| 4                          | Kurt Wagner        | 0:4           | 0:8           | 171           | 30            | 5,70          | –             | –             | 11            |
| Turnierdurchschnitt: 13,08 |                    |               |               |               |               |               |               |               |               |